# Památník válečným veteránům
Památník válečným veteránům, nazývaný také Na paměť veteránům, je památník válečným veteránům (mechanická socha) v parku československých letců v Moravské Ostravě v městském obvodu Moravská Ostrava a Přívoz ve statutárním městě Ostrava. Geograficky náleží také do Moravskoslezského kraje a nížiny Ostravská pánev.

## Historie a popis památníku
Památník válečným veteránům je věnovaný válečným veteránům. Autorkou díla je sochařka Pavla Sceranková (*1980) a básník Ondřej Buddeus (*1984) ve spolupráci s Vojenským historickým ústavem Praha. Byl slavnostně odhalen dne 1. července 2022. Památník tvoří tří objekty připomínající průhledné kuželové objekty, se kterými návštěvník může pohybovat kolem osy otáčení a měnit tak jejich polohu. Na ocelových okružích (kolech), se kterými lze pohybovat po žulových drahách zabudovaných v trávníku, jsou texty ze slov válečných veteránů, které ukazují jejich osobní zkušenost i dohromady i zajímavý kolektivní příběh. Návštěvník místa má možnost symbolicky vstoupit do památníku a prožívat zkušenosti našich válečných veteránů, kteří jsou ochotni položit svůj život za hodnoty naší společnosti. Texty umístěné na okruží kuželů jsou v noci osvětlené. Vítězný návrh památníku vzešel z veřejné soutěže vyhlášené Statutárním městem Ostrava v roce 2020.

### Citát na informačním panelu
Na informačním panelu u památníku je napsán také záměr a idea celého díla:
| „ | Památník je místem živého setkání s příběhem a poselstvím našich veteránů. Lze vstoupit dovnitř, objekty pootočit a symbolicky se dotknout zkušenosti těch, kteří prošli válkou v Afghánistánu, na Balkáně, v Mali i bojištěm 2. světové války. Mluví řečí, která je přímá a lidská. Mlčí o tom, co nelze říct. Jsou osobní i společnou pamětí boje za naši vlast, svobodu a hodnoty světa, v němž chceme žít. | “ |

## Další informace
Dílo je celoročně volně přístupné.